# Associazione Sportiva Cosenza 1972-1973
Questa voce raccoglie le informazioni riguardanti l'Associazione Sportiva Cosenza nelle competizioni ufficiali della stagione 1972-1973.

## Rosa
| N. |                   | Ruolo | Calciatore         |
| -- | ----------------- | ----- | ------------------ |
|    | Italia (bandiera) | C     | Luigi Alpini       |
|    | Italia (bandiera) |       | Baccilieri         |
|    | Italia (bandiera) | A     | Angiolino Bavino   |
|    | Italia (bandiera) | D     | Claudio Barbetta   |
|    | Italia (bandiera) | P     | Enrico Bastiani    |
|    | Italia (bandiera) | A     | Antonio Viafora    |
|    | Italia (bandiera) | D     | Libero Bompani     |
|    | Italia (bandiera) | C     | Luigi Brusco       |
|    | Italia (bandiera) | C     | Ezio Campidonico   |
|    | Italia (bandiera) |       | Caruso             |
|    | Italia (bandiera) | D     | Sergio Codognato   |
|    | Italia (bandiera) | A     | Bruno Dalle Fratte |
|    | Italia (bandiera) | A     | Loris De Carolis   |
|    | Italia (bandiera) | C     | Giuseppe D'Elia    |
|    | Italia (bandiera) | D     | Pasquale Fiore     |

| N. |                   | Ruolo | Calciatore           |
| -- | ----------------- | ----- | -------------------- |
|    | Italia (bandiera) | A     | Salvatore Frisenda   |
|    | Italia (bandiera) | A     | Gianfranco Gagliardi |
|    | Italia (bandiera) | D     | Franco Gioannetto    |
|    | Italia (bandiera) |       | Giuliani             |
|    | Italia (bandiera) | P     | Paolo Giusti         |
|    | Italia (bandiera) | D     | Fernando Iazzolino   |
|    | Italia (bandiera) | P     | Sigfrido Marcatti    |
|    | Italia (bandiera) |       | Palcini              |
|    | Italia (bandiera) | D     | Franco Pavoni        |
|    | Italia (bandiera) | A     | Vanni Peressin       |
|    | Italia (bandiera) |       | Scarpelli            |
|    | Italia (bandiera) |       | Stancati             |
|    | Italia (bandiera) | C     | Gaetano Todaro       |
|    | Italia (bandiera) | C     | Antonio Vita         |
|    | Italia (bandiera) | P     | Adamo Zumpagno       |